# Hieronim Spiczyński

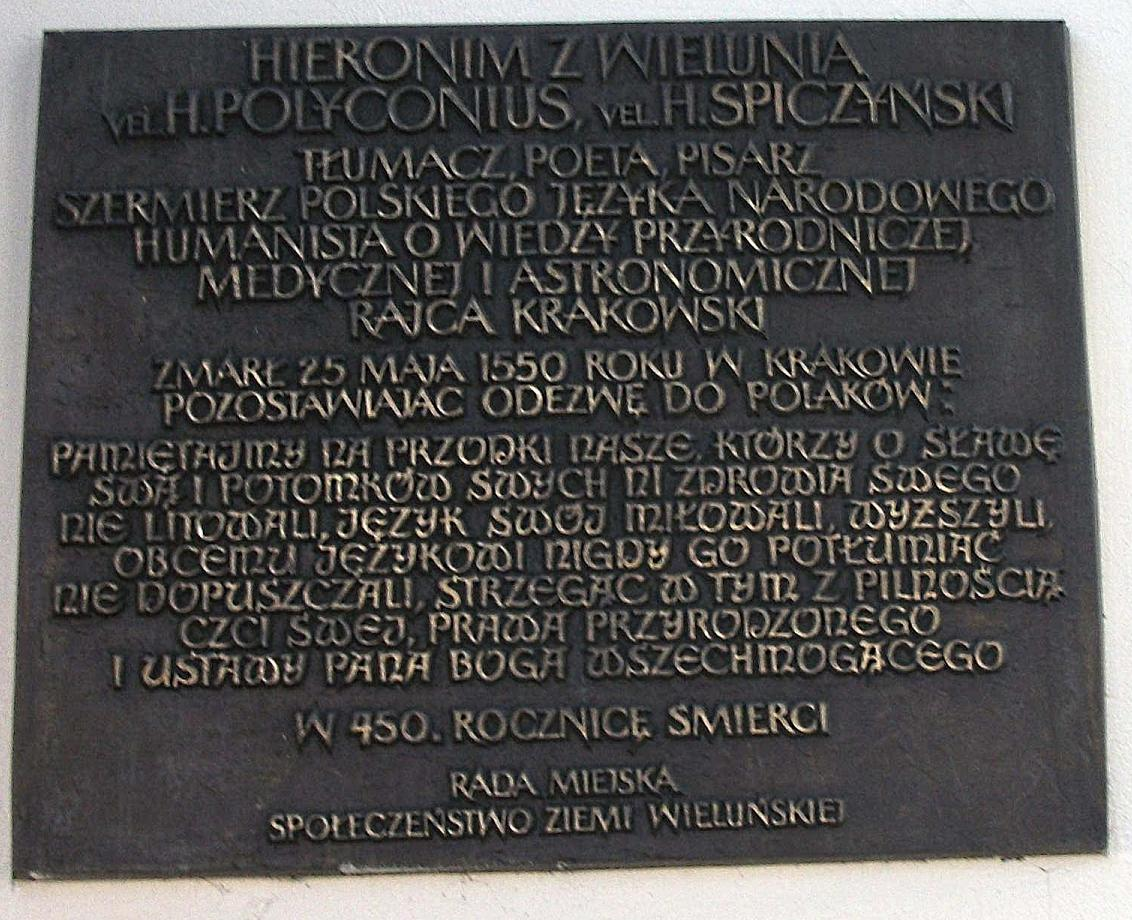
Tablica poświęcona Hieronimowi z Wielunia umieszczona na murach dawnego Kolegium Pijarskiego w Wieluniu

Hieronim Spiczyński, inna forma nazwiska: Hieronim z Wielunia, Hieronim (Jarosz) Spyczyński, pseud.: Polyconius, H. P.(?), H. S. K. C.(?), H. S. S.(?) (ur. przed 1500, zm. latem roku 1550 w Krakowie) – patrycjusz i rajca krakowski, lekarz królewski, pisarz-botanik, poeta, tłumacz i wydawca.

## Życiorys
Urodził się przed rokiem 1500, jako syn Bartłomieja Pokona. W roku 1517 został przyjęty w poczet studentów Akademii Krakowskiej, której nie ukończył. Był patrycjuszem i rajcą krakowskim, herbu Abdank. Posiadał sporą wiedzę przyrodniczą, medyczną i astronomiczną. Prawdopodobnie był lekarzem Zygmunta Augusta. Zajął się tłumaczeniami z języka łacińskiego na polski. Był pierwszym znanym tłumaczem Pisma Św. z łaciny na polski wydanego drukiem (Ecclesiastes, księgi Salomonowe, 1522). Opracował i wydał drukiem zielnik O ziołach tutecznych i zamorskich..., tłumaczył Erazma z Rotterdamu. Brał udział w walce o prawa języka polskiego w Krakowie, domagając się w roku 1536 głoszenia kazań w kościele Panny Marii po polsku. W zamian za zasługi został nobilitowany. Ożenił się z bogatą mieszczanką krakowską Elżbietą (Anną) Cypserową. Zmarł w Krakowie, latem roku 1550 (po 25 maja).

## Twórczość

### Ważniejsze utwory
- Tekst polski w: J. Murmelius Oratiunculae variae... Namowy rozliczne dla użytku nauki dziatek wyłożone, Kraków 1527, drukarnia H. Wietor, (tekst: łac., niem. i pol.), wyd. krytyczne: S. Dobrzycki Prace Filologiczne, t. 6, 1907, (tekst polski napisał "Hieronimus Polyconius"; autora zidentyfikował ostatecznie T. Ulewicz)
- O ziołach tutecznych i zamorskich i o mocy ich, a k temu księgi lekarskie, Kraków 1542[1], drukarnia F. Ungler; wyd. następne: Kraków 1556[2]; przedmowę (pochwałę języka i narodu polskiego) przedr.: G. Zieliński "Hieronim Spiczyński", Biblioteka Warszawska 1879, t. 1; J. Rostafiński "Porównanie...", Pam. Wydziału Matematyczno-Przyrodniczego AU, t. 14 (1888) i odb.; wyd. W. Taszycki "Obrońcy języka polskiego. Wiek XV-XVIII", Wrocław 1953, Biblioteka Narodowa, seria I, nr 146, (przeróbka dzieła Stefana Falimirza O ziołach i o mocy ich, Kraków 1534)
- Napominanie Najświętszej Maryjej; Wtóre napominanie Pana Jezusowe (pieśni), wyd. w: B. Opeć Żywot Pana Jezu Krysta, Kraków 1522, drukarnia H. Wietor; Napominanie... przedr. M. Dłuska Studia z teorii i historii wersyfikacji polskiej, t. 1, Kraków 1948, s. 38; S. Furmanik Z zagadnień wersyfikacji polskiej, Warszawa 1956, s. 259 – Wtóre napominanie... przedr. J. Łoś Wiersze polskie w ich dziejowym rozwoju, Warszawa (1920), s. 71; S. Furmanik Z zagadnień wersyfikacji polskiej, Warszawa 1956, s. 257-258, (Napominanie... jest podpisane w sposób wskazujący na autorstwo H. Wietora; zobacz: Estreicher XIII, 254; M. Dłuska utożsamia H. Spiczyńskiego z H. Wietorem).

### Materiały
- Testament (w jęz. polskim), dat. 25 maja 1550, ogł. S. Kośmiński Słownik lekarzów polskich, Warszawa 1888, s. 473; także wyd. T. Wierzbowski Materiały do dziejów piśmiennictwa polskiego, t. 1, Warszawa 1900; oryginał znajdował się w zbiorach W. Pobóg Górskiego w Warszawie, później w Kotiużanach; zob. także: Prawa, przywileje i statuta miasta Krakowa (1507-1795), wyd. F. Piekosiński, t. 1, zeszyt 1-2 (1885), według indeksu (s. 1164).

### Przekłady
- Erazm z Rotterdamu Modlitwa Pańska rozdzielona na siedm części, Kraków 1533, drukarnia F. Ungler; przedr. J. S. Bandtkie Ojcze nasz. Modlitwa Pańska z rozmaitych rękopismów i druków starożytnych, Wrocław 1826, (przekł. z łaciny podpisano krypt.: H. S. K. C.).

### Utwór o autorstwie niepewnym
- Ku czytelnikowi (wiersz), wyd. przy: S. Falimirz O ziołach i o mocy ich, Kraków 1534, drukarnia F. Ungler; przedr. J. Sokołowska "Poeci renesansu. Antologia", Warszawa 1959, Biblioteka Poezji i Prozy, (utwór podpisano krypt.: H. S. S.).